# Elsteraue
Elsteraue là một đô thị thuộc huyện Burgenland bang Sachsen-Anhalt, Đức. Đô thị Elsteraue có diện tích 79,91 km², dân số thời điểm ngày 31 tháng 12 năm 2006 là 9696 người. Đô thị Elsteraue tọa lạc gần sông Weiße Elster, cự ly khoảng 30 km về phía tây nam của Leipzig.